# Римляне (Доктор Кто)
Римляне (англ. The Romans) — двенадцатая серия британского научно-фантастического телесериала «Доктор Кто», состоящая из четырёх эпизодов, которые были показаны в период с 16 января по 6 февраля 1965 года.

## Синопсис
Доктор и его спутники решают мирно отдохнуть в Древнем Риме, однако даже там их настигают проблемы и опасности...

## Сюжет

### Эпизод 1. Работорговцы
Было не высоко и ТАРДИС не разбилась. Йен просыпается в одном римском доме вместе с ним в доме только Доктор, Вики с Барбарой ушли в деревню за продуктами. На рынке двумя женщинами у продавцов интересовались два работорговца - Сивчерия и Дитиус. Продавщица сказала им, что они из Британии и находятся здесь почти месяц, а поселились в одном доме с хозяином, которого уехал в Рим. После на дороге один бандит убивает старика с лирой. По возвращении женщин в дом Доктор заявил, что ему надоело бездельничать он решает отправиться в Рим. С собой соглашается брать только Вики. Когда Доктор с Вики ушли, на их дом напали Сивчерия и Дитиус. Йен начал сражаться сразу с двумя. Барбара чтобы помочь ему ударила вазой, но промахнулась и разбила её об голову Йена. Йен теряет сознание и их двоих забирают в рабство. Во время прогулки Доктор с Вики нашли труп старика- Максимуса. Доктор берет лиру. Появляется центурион, который принимает Доктора за Максимуса и приглашает его в Рим. Доктор решает не отказываться от возможности посетить императора Нерона. Работорговцы продают нескольких рабов, среди них Йен. Остальных везут дальше в Рим, среди них Барбара. Центурион орет на разбойника за то, что он не убил Максимуса. Максимус был заказан Нероном, которому не нравилось, что на лире кто-то играет лучше его. Центурион сказал, что искал труп, а он оказался жив. Центурион сказал, что Максимус находится на этаж выше. Разбойник побежал. Из разговора стало известно, что у разбойника нет языка. Разбойник достал меч и медленно входит в комнату.

### Эпизод 2. Все дороги ведут в Рим
Доктор был в комнате один. Разбойник замахнулся мечом. Доктор резко развернулся и закрылся лирой, толкнул его и он упал рядом с кроватью, закрыл ему лицо одеялом. Доктор схватил со стола вазу. Когда разбойник освободился из-под одеяла,Доктор плеснул водой ему в лицо и сразу после ударил вазой неприятеля. Разбойник встал, но уже шатался. Он попытался попасть мечом в Доктора, но Доктор без малейших усилий спокойно уклонялся. В одну из атак Доктор поймал руку с мечом и перекинул разбойника через себя. Вбежавшая с вазой Вики спугнула разбойника и он выпал из окна. Доктор понял, что нанял его жизнь центурион, а также, что нанята жизнь Максимуса, кем и является Доктор. Доктор сказал Вики на утро продолжит идти в Рим. После они ложатся спать. Тем временем в Риме, Барбару заперли вместе с рабыней, которая кашляет по её словам уже 34 дня. Корабль у которого рабы крутили весла, там был Йен его сосед по скамейке Делас. По плану Делас должен был притвориться мертвым, а Йен напал бы. План провалился Йену дали по голове и он не смог напасть. Римлянин Тавиус хочет купить Барбару, называя это помощью. Дитиус отказал собираясь выставить её на аукцион. Одежду дали только Барбаре, а сокамерницу собираются выбросить в цирк на арену. Корабль Йена попал под шторм и вот-вот треснет. Корабль дергает и управляющий падает, на него набрасываются рабы с криками: «Хватайте ключи». Одна из балок корабля падает. Начался аукцион рабов, а Доктор и Вики прошли мимо. На аукционе Тавиус выкупает Барбару за большие деньги. Делас и Йен просыпаются на пляже. Корабль затонул. Рабы сбежали. Йен заявил, что пойдет в Рим .Также разрешил Деласу не идти с ним. Тавиус встретил Доктора и Вики. Появляется Нерон. Доктор проигрывает Нерону дуэль на лирах. Доктор засыпает Нерона лестью.
Нерон потешив своё самолюбие предложил Доктору еду . В Риме Йена и Деласа берут в плен. Доктор и Вики находят труп центуриона, встретившего их. Йена и Деласа возвращают к Дитиусу. Их отправят на арену, где им предстоит битва со львами.

### Эпизод 3. Заговор
Доктор начинает понимать, что здесь существует некий заговор и он собирается его раскрыть. Вики уходит в своё расследование. Тавиус приводит к императрице Барбару. Императрица приказывает Барбаре убираться. Она пытается бежать, но тут появляется Нерон, который заинтересовался Барбарой, как женщиной. Он погнался за ней. Во время погони Нерон наталкивается на Вики. Начинает пятиться назад, спотыкается и падает. Вики начинает смеяться и чтобы не вызвать гнев Нерона, прячется в одну из комнат, где сидит женщина по имени Лакуста. Дальше во время погони Нерон натыкается на Доктора .Оба хотят поговорить, но Нерон продолжает погоню. Лакуста готовит яды. Как она себя величает-Официальный отравовед при дворе императора Кесаря Нерона. Нерон пытается загнать Барбару в угол и снова появляется надоедливый прилипала Тигилинус, которого сразу отгоняют. Нерон предлагает Барбаре изменить его жене Попее. Попея входит во время погони. Барбара удаляется. Сокамерница Барбары передает Йену, что Барбару продали. В бане Нерон пригласил Доктора на концерт, где он должен будет играть. Попея заказала Лакусте яд на Барбару. Приносят бокалы Барбара свой выпивает. Вики говорит Доктору, что она поменяла напитки местами и яд у Нерона. Барбара уходит за Попеей. Когда она ушла входят Доктор с Вики которые успели предупредить Нерона. Нерон дает выпить Тигилинусу. Он падает замертво. Барбара с Доктором находясь в одном здании так и не встретились. Попея в ярости, что Барбара выжила. Она приказала отвести Лакусту на арену. На банкете Доктора зовут играть. Доктор говорит, что только люди с самым утонченным слухом смогут услышать эту мелодию. И начинает бесшумно водить по струнам, когда он закончил, все чтобы показаться утонченными кричали: «Браво». Оскорбленный Нерон устраивает гладиаторские бои и берет с собой Барбару. Один из боев по приказу Нерона бой между Йеном и Деласом. Делас пообещал Йену если победит он, то убьет Йена быстро и безболезненно так как Это единственный шанс на свободу. Нерон и Барбара наблюдают за битвой Йена и Далеса. Когда Йен повалил, он не стал убивать .Когда Далес повалил он тоже не стал убивать .Нерон требует смерти и Далес поднял меч над склонившимся Йеном.

### Эпизод 4. Инферно
Вместо того, чтобы убить Йена Далес напал на Нерона. Прибежала стража, и Далес с Йеном начали биться со стражниками. Йен звал Барбару, но Нерон схватил её и она не смогла сбежать, но Йен с Далесом успели сбежать. Нерон сказал что когда они вернутся за Барбарой он их схватит. Попея приказала Тавиусу избавиться от Барбары. Тавиус пообещал помочь Барбаре сбежать с Йеном. Барбара рассказала Тавиусу, что Нерон собирается отправить на арену Максимуса. Тавиус рассказал Доктору, что Максимус собирался убить Нерона и что во время концерта на Доктора натравят львов. Появляется Нерон. Во время разговора Доктор держал за спиной очки и линзой случайно поджег чертежи Рима Нерона. Тогда Нерона осенило, что можно поджечь Рим тогда у сената не будет выбора кроме как сделать Рим по его чертежу. Йен и Далес смешиваются с толпой рабов и идут о дворец .Тавиус послал одного из охранников проверить все ли нормально. Рабам Нерон приказал сжечь Рим. Тавиус проводил Йена к Барбаре и дал Барбаре одежду рабов. Доктор с Вики вышли на улицу,Вики сказала: «Вот Йен с Барбарой удивятся узнав где мы были». Далес с Йеном и Барбарой бегут вместе с другими рабами, но вскоре отделяются. Рим горит. Далес отделился от группы и остался дома. Йен и Барбара вернулись к себе в дом. После вернулись и Доктор с Вики так и считающие, что Йен с Барбарой только лежали и ничего не делали. Когда ТАРДИС продолжил полет Доктор сказал Йену, что какая-то сила схватила их и они падают.

## Трансляции и отзывы
| Эпизод                   | Дата показа    | Продолжительность | Телезрители (в миллионах) | Archive  |
| ------------------------ | -------------- | ----------------- | ------------------------- | -------- |
| «Работорговцы»           | 16 января 1965 | 24:14             | 13.0                      | 16mm t/r |
| «Все дороги ведут в Рим» | 23 января 1965 | 23:14             | 11.5                      | 16mm t/r |
| «Заговор»                | 30 января 1965 | 26:18             | 10.0                      | 16mm t/r |
| «Ад»                     | 6 февраля 1965 | 23:09             | 12.0                      | 16mm t/r |
| [ 1 ] [ 2 ] [ 3 ]        |                |                   |                           |          |